# Bulgariens centralbank
Bulgariens centralbank (BNB) är centralbank i Bulgarien. Den grundades den 25 januari 1879 och har sitt säte i Sofia. Sedan Bulgarien anslöt sig till Europeiska unionen utgör banken en del av Europeiska centralbankssystemet. Centralbankschef är Dimitar Radev.